# مدیسون هایتس، ویرجینیا
مدیسون هایتس (به انگلیسی: Madison Heights) یک منطقهٔ مسکونی در ایالات متحده آمریکا است که در شهرستان آمرست، ویرجینیا واقع شده‌است. مدیسون هایتس ۵۰٫۶ کیلومتر مربع مساحت و ۱۱٬۲۸۵ نفر جمعیت دارد و ۲۳۰ متر بالاتر از سطح دریا واقع شده‌است.